# وادي إدام
وادي إدام قرية سعودية، تتبع مركز وادي دفاق التابعة لإمارة منطقة مكة المكرمة. تقع في جنوب مكة المكرمة، وتبعد عنها قرابة 75 كم. توجد في القرية مدرسة ابتدائية للبنين افتتحت عام 1412 هـ.